# Uncothedon
Uncothedon is een geslacht van vlinders uit de familie wespvlinders (Sesiidae), onderfamilie Sesiinae.
Uncothedon is voor het eerst wetenschappelijk beschreven door Gorbunov & Arita in 1999. De typesoort is Synanthedon nepalense.

## Soorten
Uncothedon omvat de volgende soorten:
- Uncothedon aurifera (Hampson, 1919)
- Uncothedon nepalensis (Arita & Gorbunov, 1995)
- Uncothedon pentazona (Meyrick, 1918)